# Lakeport (Texas)
Lakeport è un centro abitato degli Stati Uniti d'America situato nella contea di Gregg dello Stato del Texas.
La popolazione era di 974 persone al censimento del 2010.

## Geografia fisica
Lakeport è situata a 32°24′34″N 94°42′32″W (32.409544, -94.709010).
Secondo lo United States Census Bureau, ha un'area totale di 1,5 miglia quadrate (3,9 km²).
Lakeport si trova principalmente lungo la Highway 149.

## Società

### Evoluzione demografica
Secondo il censimento del 2000, c'erano 861 persone, 352 nuclei familiari e 255 famiglie residenti nella città. La densità di popolazione era di 555,0 persone per miglio quadrato (214,5/km²). C'erano 373 unità abitative a una densità media di 240,5 per miglio quadrato (92,9/km²). La composizione etnica della città era formata dal 47,27% di bianchi, il 47,97% di afroamericani, lo 0,58% di nativi americani, lo 0,23% di asiatici, il 3,37% di altre razze, e lo 0,58% di due o più etnie. Ispanici o latinos di qualunque razza erano il 5,57% della popolazione.
C'erano 352 nuclei familiari di cui il 30,1% aveva figli di età inferiore ai 18 anni, il 57,7% erano coppie sposate conviventi, il 12,8% aveva un capofamiglia femmina senza marito, e il 27,3% erano non-famiglie. Il 24,4% di tutti i nuclei familiari erano individuali e il 10,5% aveva componenti con un'età di 65 anni o più che vivevano da soli. Il numero di componenti medio di un nucleo familiare era di 2,45 e quello di una famiglia era di 2,91.
La popolazione era composta dal 23,5% di persone sotto i 18 anni, il 7,9% di persone dai 18 ai 24 anni, il 28,0% di persone dai 25 ai 44 anni, il 27,3% di persone dai 45 ai 64 anni, e il 13,4% di persone di 65 anni o più. L'età media era di 39 anni. Per ogni 100 femmine c'erano 90,9 maschi. Per ogni 100 femmine dai 18 anni in giù, c'erano 89,4 maschi.
Il reddito medio di un nucleo familiare era di 33.125 dollari, e quello di una famiglia era di 45.000 dollari. I maschi avevano un reddito medio di 35.329 dollari contro i 22.250 dollari delle femmine. Il reddito pro capite era di 18.646 dollari. Circa il 9,8% delle famiglie e l'11,0% della popolazione erano sotto la soglia di povertà, incluso l'8,9% di persone sotto i 18 anni e il 18,3% di persone di 65 anni o più.